# Rachiplusia fratella
Rachiplusia fratella är en fjärilsart som beskrevs av Augustus Radcliffe Grote 1874. Rachiplusia fratella ingår i släktet Rachiplusia och familjen nattflyn. Inga underarter finns listade.